# Synchlora indeclararia
Synchlora indeclararia är en fjärilsart som beskrevs av Walker 1861. Synchlora indeclararia ingår i släktet Synchlora och familjen mätare. Inga underarter finns listade i Catalogue of Life.